# Rennertshofen

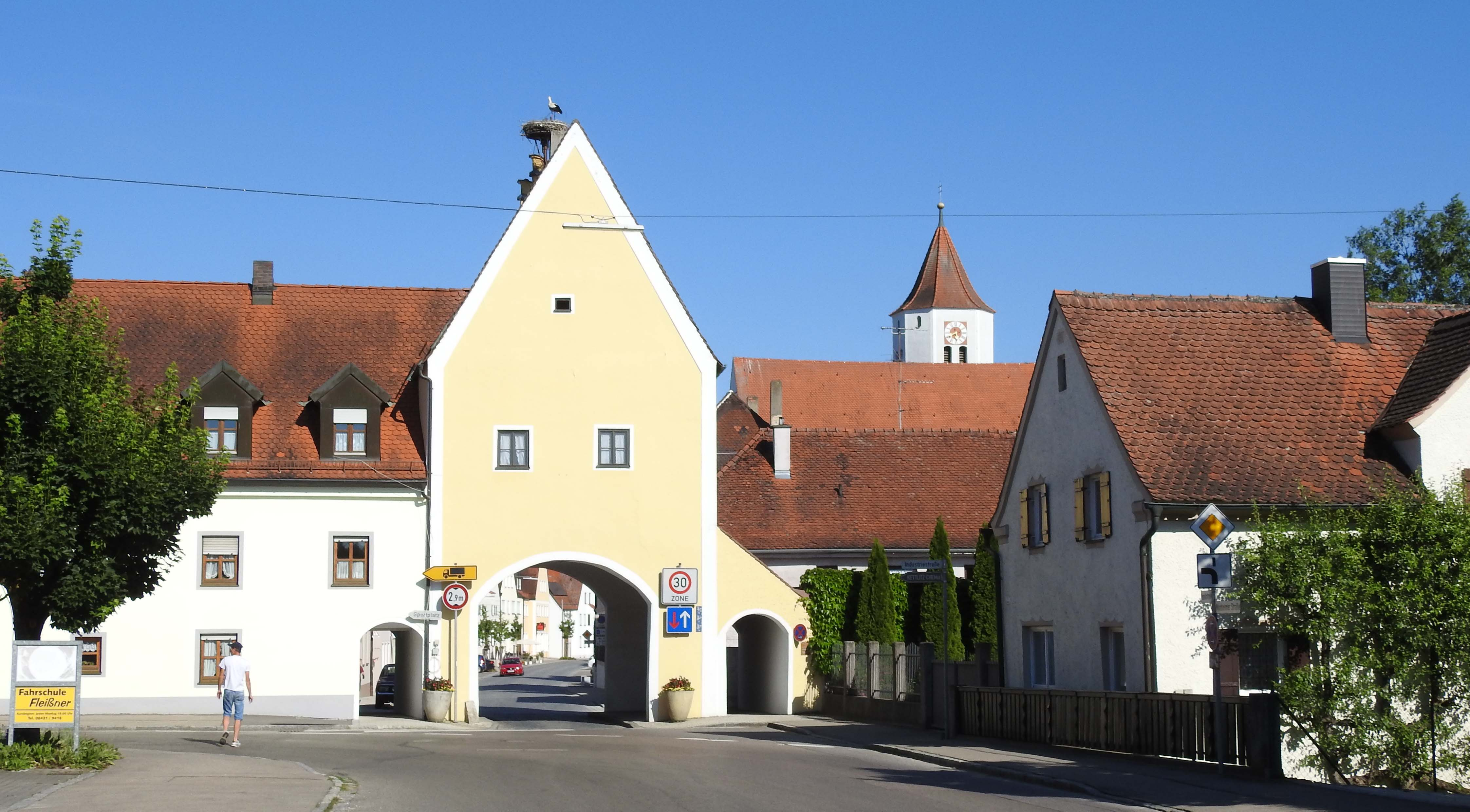
Schwedentor in Rennertshofen

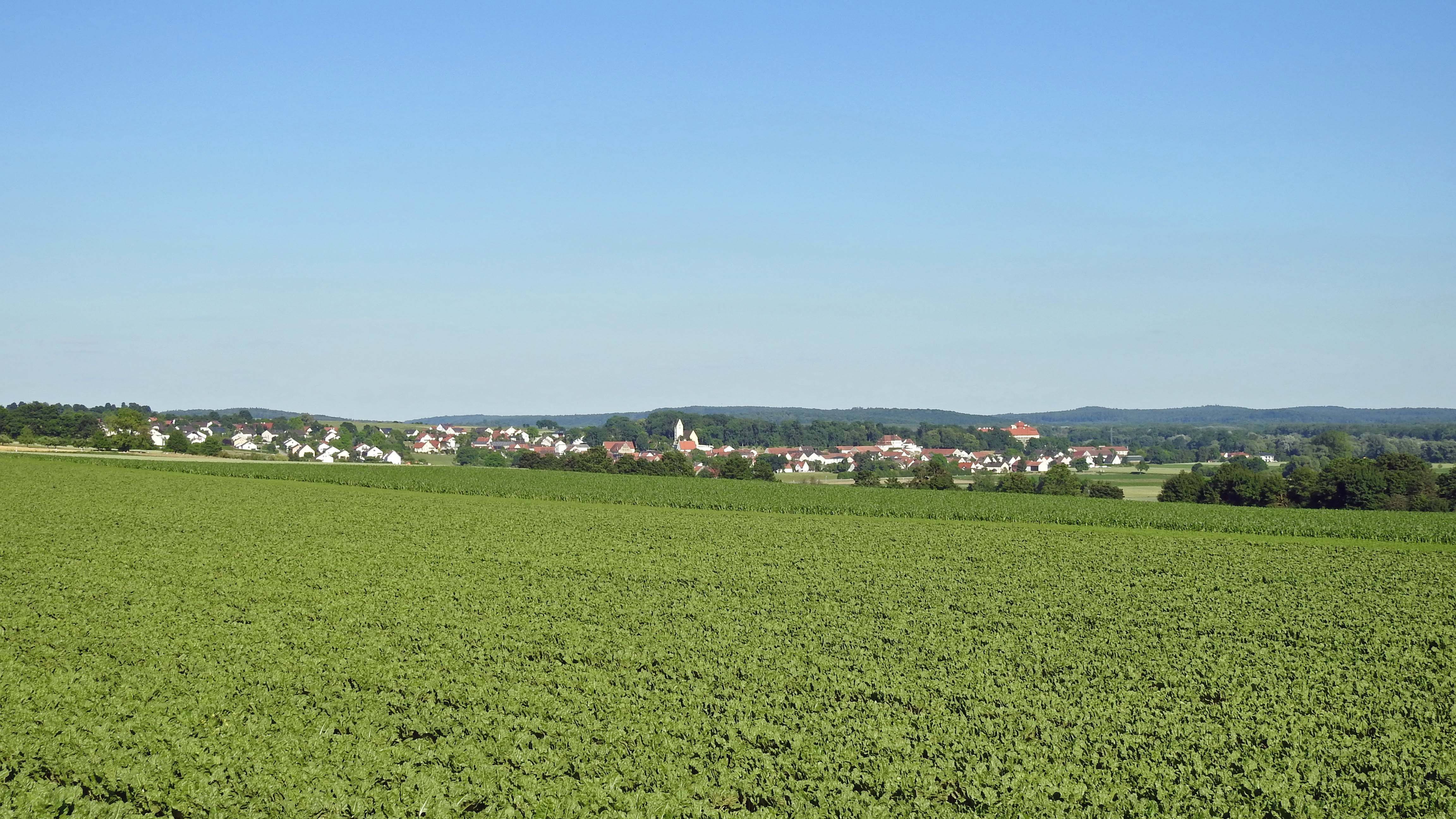
Bertoldsheim von Nordwesten

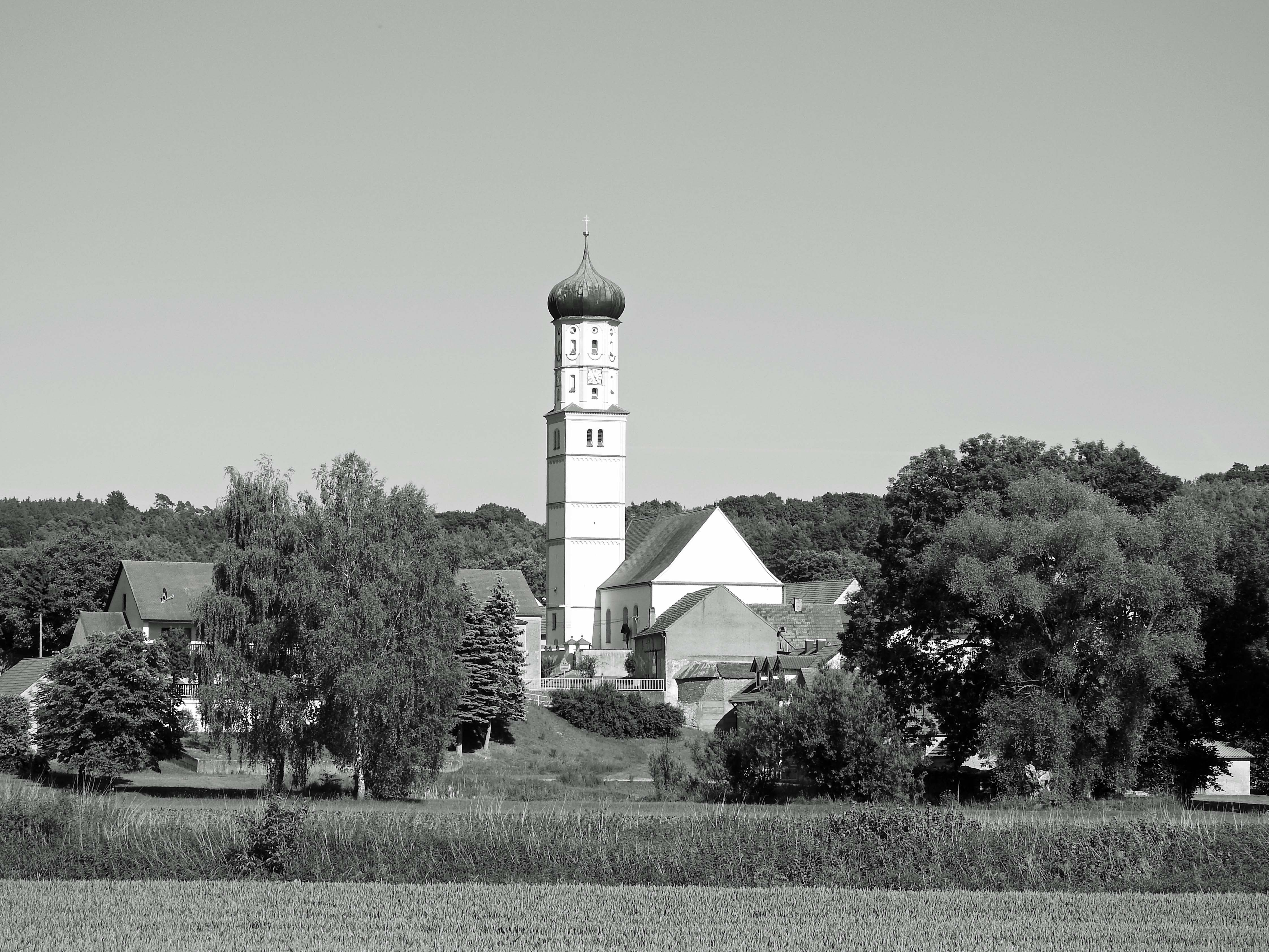
Mauern von Westen

Rennertshofen ist ein Markt im oberbayerischen Landkreis Neuburg-Schrobenhausen.

## Geographie

### Lage
Die Gemeinde befindet sich in der Planungsregion Ingolstadt. Der Ort liegt etwa zehn Kilometer nordwestlich von Neuburg an der Donau und etwa 35 km westlich von Ingolstadt. Teile der Gemeinde liegen im Naturraum Wellheimer Trockental. Am Ortsrand durchfließt den Ort die Ussel, kurz bevor sie in die drei Kilometer südlich fließende Donau einmündet. Ein Teilabschnitt der auf dem Gemeindegebiet fließenden Donau wird Bauerwasser genannt.

### Gemeindegliederung
Es gibt 28 Gemeindeteile (in Klammern sind der Siedlungstyp und die Einwohnerzahl, Stand 31. Oktober 2020 einschließlich Nebenwohnsitzen, angegeben):
- Gemarkung Ammerfeld (Pfarrdorf, 175 E.) mit Altstetten (Weiler, 33 E.) und Asbrunn (Weiler, Vorwahl 09094)
- Gemarkung Bertoldsheim (Pfarrdorf, 706 E.)
- Gemarkung Emskeim (Pfarrdorf, 124 E., Vorwahl 09094)
- Gemarkung Erlbach (Kirchdorf, 80 E.)
- Gemarkung Hatzenhofen (Dorf, 223 E.)
- Gemarkung Hütting (Pfarrdorf, 288 E.) mit Ellenbrunn (Kirchdorf, 64 E.), Feldmühle (Einöde), Giglberg (Einöde) und Wolpertsau (Einöde, Vorwahl 08427)
- Gemarkung Mauern (Pfarrdorf, 91 E.) mit Siglohe (Weiler) und Treidelheim (Kirchdorf, 154 E.)
- Gemarkung Rennertshofen (Hauptort, 1825 E.) mit Gallenmühle (Einöde)
- Gemarkung Riedensheim (Kirchdorf, 213 E.) mit Dittenfeld (Einöde, teilweise Vorwahl 08431)
- Gemarkung Rohrbach (Pfarrdorf, 186 E.)
- Gemarkung Stepperg (Pfarrdorf, 744 E.) mit Antoniberg (Kirche), Hundertthalermühle (Einöde) und Sprößlmühle (Einöde)
- Gemarkung Trugenhofen (Pfarrdorf, 114 E.) mit Kienberg (Kirchdorf, 93 E.), Dünsberg (Einöde) und Störzelmühle (Einöde)

## Geschichte

### Gründung und Marktrecht
Der Ort ist eine wahrscheinlich um das 7. Jahrhundert entstandene alemannische oder bajuwarische Gründung. Am 31. Oktober 1335 erhielt Rennertshofen das Marktrecht. Früher soll Rennertshofen eine magistratische Verfassung mit zwei Bürgermeistern sowie mit einem inneren (zwölf Mitglieder) und einem äußeren Rat (24 Mitglieder) gehabt haben. Das heutige Rathaus ist zwar ein Bau um 1530, es wurde aber nachweisbar von Graf Verri della Bosia, die zu diesem Zeitpunkt die Hoheit über Gansheim innehatten, erst am 20. Juli 1802 als Lehen der Gemeinde überlassen und ist erst später in das Eigentum der Gemeinde übergegangen. Um 1813 befand sich im Rathaus – wie auch in anderen Gemeinden damals üblich – unter anderem eine Schranne, ein großer Saal, eine „Rathstube“ und ein Gefängnis.

### Gemeindebildung im 19. Jahrhundert
Im Zuge der Verwaltungsreformen in Bayern entstand mit dem ersten Gemeindeedikt von 1808 der Steuerdistrikt Rennertshofen im Landgericht Monheim, zu dem weiter die Orte Angermühle, Baiermühle, Bauchermühle, Gallenmühle, Goldenmühle, Hatzenhofen, Mauern, Siglohe und Treidelheim gehörten. Durch das zweite Gemeindeedikt von 1818 wurde Rennertshofen (neben Monheim und Wemding) eine der drei Munizipalgemeinden des Gerichtsbezirkes Monheim; Ortsteile waren nur noch Angermühle, Bauchermühle, Gallenmühle und Goldenmühle. Hatzenhofen mit Baiermühle sowie Mauern mit Siglohe und Treidelheim wurden zwei eigenständige Gemeinden.

### Verwaltungszugehörigkeit
Bei der Trennung von Justiz und Verwaltung wurde Rennertshofen am 1. Juli 1862 in den Bezirk Donauwörth einbezogen. Mit Inkrafttreten der neuen Gerichtsorganisation kam die Marktgemeinde mit sechs weiteren Kommunen am 1. Oktober 1879 zum Amtsgericht Neuburg an der Donau. In der Folge wurde Rennertshofen am 1. Januar 1880 bezüglich der Verwaltung dem Bezirksamt Neuburg an der Donau (später umbenannt Landratsamt) zugeteilt.
Vor der Gebietsreform in Bayern war der Markt Rennertshofen mit dem Landkreis Neuburg an der Donau dem Regierungsbezirk Schwaben zugeordnet, seit dem 1. Juli 1972 gehört er zum Regierungsbezirk Oberbayern. Zum gleichen Stichtag wurde der Landkreis größer, am 1. Mai 1973 erhielt er den endgültigen Namen Landkreis Neuburg-Schrobenhausen.

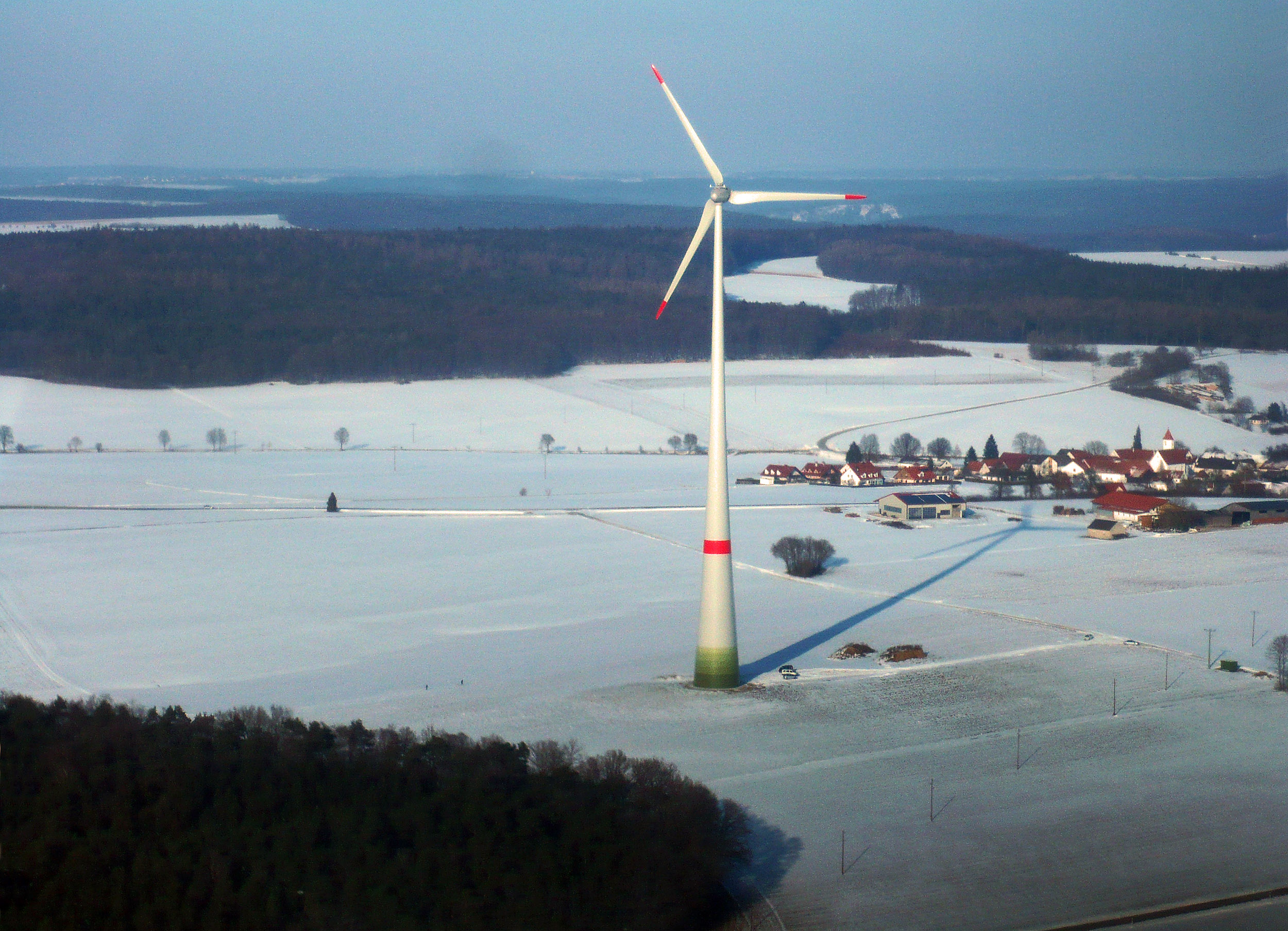
Luftaufnahme der Windkraftanlage Kienberg

Ebenfalls im Rahmen der Gebietsreform wurde zum 1. Mai 1978 die Einheitsgemeinde Rennertshofen gebildet, die außer der Kerngemeinde Rennertshofen noch weitere elf ehemals selbstständige Gemeinden und 16 weitere amtlich benannte Ortsteile umfasst. Bereits am 1. Januar 1976 waren die bis dahin selbständigen Gemeinden Erlbach und Hatzenhofen eingegliedert worden. Am 1. Januar 1978 kamen Bertoldsheim, Stepperg und Trugenhofen hinzu. Ammerfeld, Emskeim, Hütting, Mauern, Riedensheim und Rohrbach folgten am 1. Mai 1978.
Die zwölf Gemarkungen kommen aus zwei damals schwäbischen Altlandkreisen: Aus dem Landkreis Neuburg an der Donau sind es die Gemarkungen Bertoldsheim, Erlbach, Hatzenhofen, Hütting, Mauern, Rennertshofen, Riedensheim, Rohrbach, Stepperg und Trugenhofen, aus dem Landkreis Donauwörth sind es Ammerfeld und Emskeim.
Flächenmäßig ist die Rennertshofen seit 1. Mai 1978 mit 93 Quadratkilometern die größte Kommune im Landkreis Neuburg-Schrobenhausen. Der Markt Rennertshofen ist seit dem 1. Mai 1979 verbindlich als Kleinzentrum ausgewiesen.

### 21. Jahrhundert
Im Jahr 2009 wurde zwischen Ammerfeld, Kienberg und Burgmannshofen (Landkreis Donau-Ries) die 138 m hohe Windkraftanlage Ammerfeld errichtet. Diese war bei ihrer Inbetriebnahme die größte Windkraftanlage Bayerns.

### Einwohnerentwicklung
Zwischen 1988 und 2018 wuchs der Markt von 4204 auf 4930 um 726 Einwohner bzw. um 17,3 %.

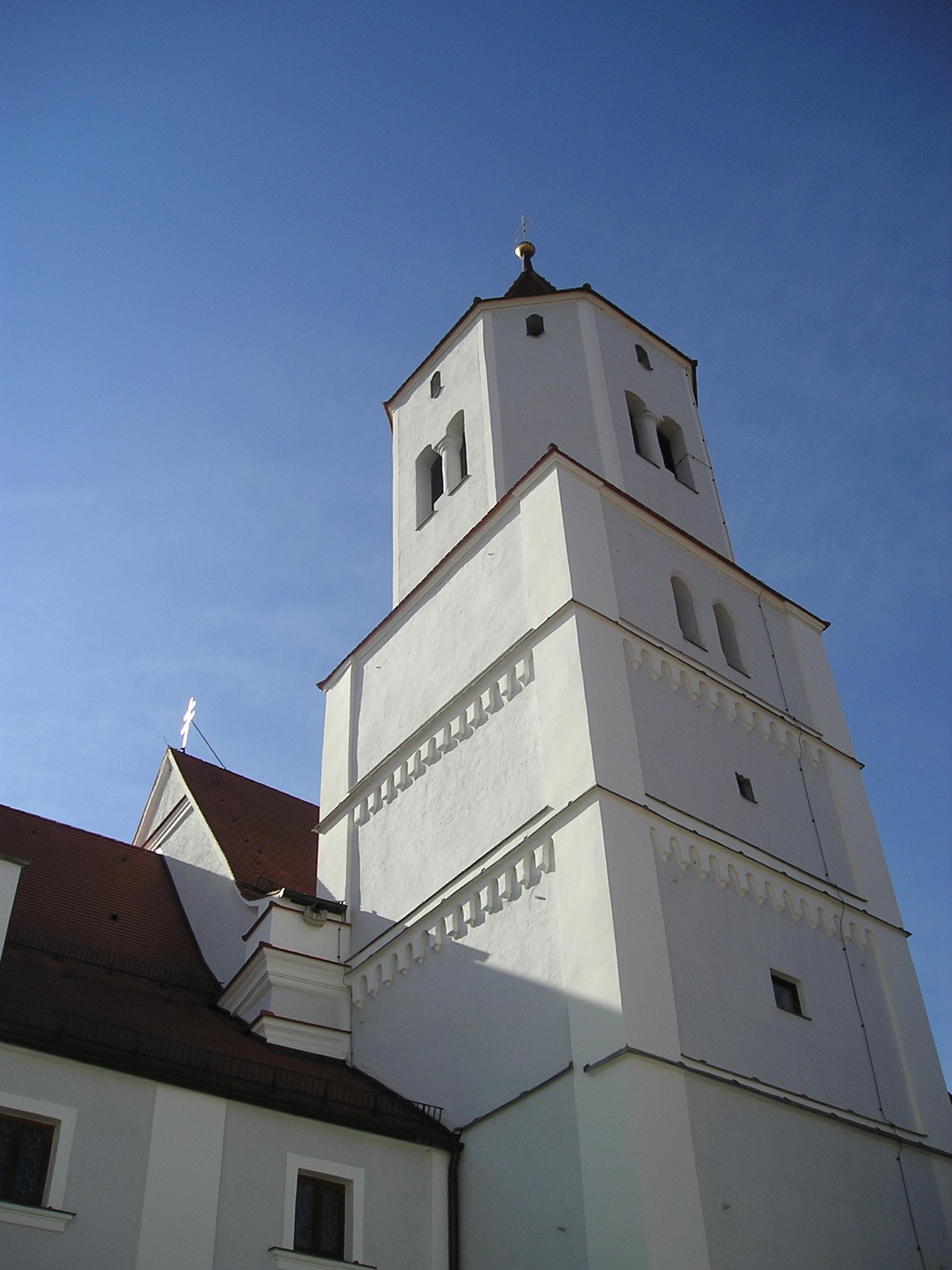
Rennertshofen, Turm der Pfarrkirche

### Pfarrgemeinde
An Stelle eines älteren Vorgängerbaus wurde von 1702 bis 1719 durch den Baumeister Jakob Holl aus Niederschönenfeld die Pfarrkirche errichtet. Sie ist dem heiligen Johannes dem Täufer geweiht. Die Grundsteinlegung erfolgte am 19. Juni 1702. Der Turm stammt aus dem 13./14. Jahrhundert und wurde 1737 erhöht. Der örtliche Maler Karl Prauneck (1686–1742, identisch mit Carl Konrad Prauneck) gestaltete um 1737 die Deckengemälde sowie den Kreuzweg. An der Decke des Altarraums befindet sich ein Deckengemälde mit der Darstellung des historischen Ortsbildes.

## Politik

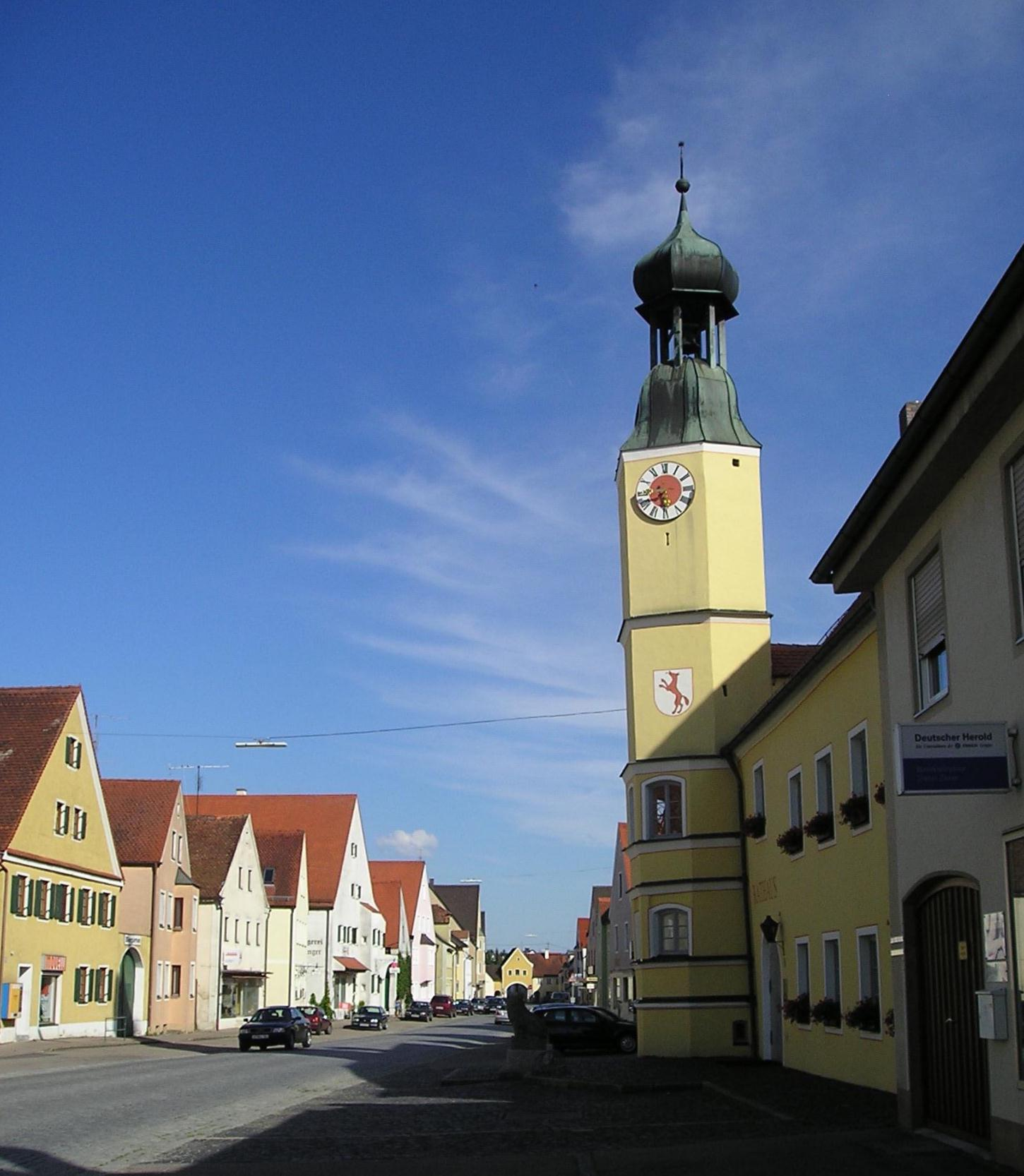
Rennertshofen mit Rathausturm

### Gemeinderat
| Partei/Liste           | CSU    | SPD   | Freie Wähler | Aktive Bürger | Politik für Rennertshofen |
| Sitze                  | 6      | 1     | 5            | 3             | 1                         |
| Stimmenanteil          | 39,0 % | 8,5 % | 27,9 %       | 16,4 %        | 8,2 %                     |
| Wahlbeteiligung 72,9 % |        |       |              |               |                           |

| Partei/Liste           | CSU / Aktive Bürger | SPD   | Freie Wähler Ortsgruppe Rennertshofen | Ortsteilliste – Politik für Rennertshofen |
| Sitze                  | 6                   | 1     | 7                                     | 2                                         |
| Stimmenanteil          | 39,2 %              | 8,1 % | 40,9 %                                | 11,8 %                                    |
| Wahlbeteiligung 69,2 % |                     |       |                                       |                                           |

### Bürgermeister
Erster Bürgermeister ist seit 1. Mai 2014 Georg Hirschbeck (CSU); er wurde am 15. März 2020 mit 54,2 % der Stimmen für weitere sechs Jahre gewählt. Sein Vorgänger Ernst Gebert war vom 1. Mai 1978 bis zum 30. April 2014 im Amt.

### Wappen
Blasonierung: „In Silber ein steigender roter Fuchs.“

## Wirtschaft und Infrastruktur

### Wirtschaft
Die nachfolgenden Unternehmen sind in Rennertshofen ansässig:
- Kettlitz-Chemie GmbH & Co. KG
- DTB Donau Trockenbau GmbH
- Wilhelm Markmiller oHG

Nach der amtlichen Statistik gab es 2017 in der Gemeinde 798 sozialversicherungspflichtige Arbeitsplätze; von der Wohnbevölkerung gingen 2073 Personen einer versicherungspflichtigen Tätigkeit nach. Die Zahl der Auspendler lag damit um 1275 höher als die der Einpendler. Arbeitslos waren 37 Einwohner.

### Land- und Forstwirtschaft
2016 gab es in der Gemeinde 106 landwirtschaftliche Betriebe, die insgesamt 4657 Hektar bewirtschafteten. Der Waldanteil an der Gemeindefläche waren im gleichen Jahr 3928 Hektar (39,0 %).

### Verkehr

#### Straßenverkehr
Im Verkehrsknotenpunkt Rennertshofen kreuzen sich die Staatsstraße 2047 (Dollnstein–Donauwörth) und die Staatsstraße 2214 (Neuburg a.d.Donau–Monheim). Der Markt Rennertshofen betreut ein gut ausgebautes Gemeindestraßennetz von 63,255 km Länge (hiervon 22,820 km Ortsstraßen und 40,508 km Gemeindeverbindungsstraßen).

#### Öffentlicher Personennahverkehr (ÖPNV)

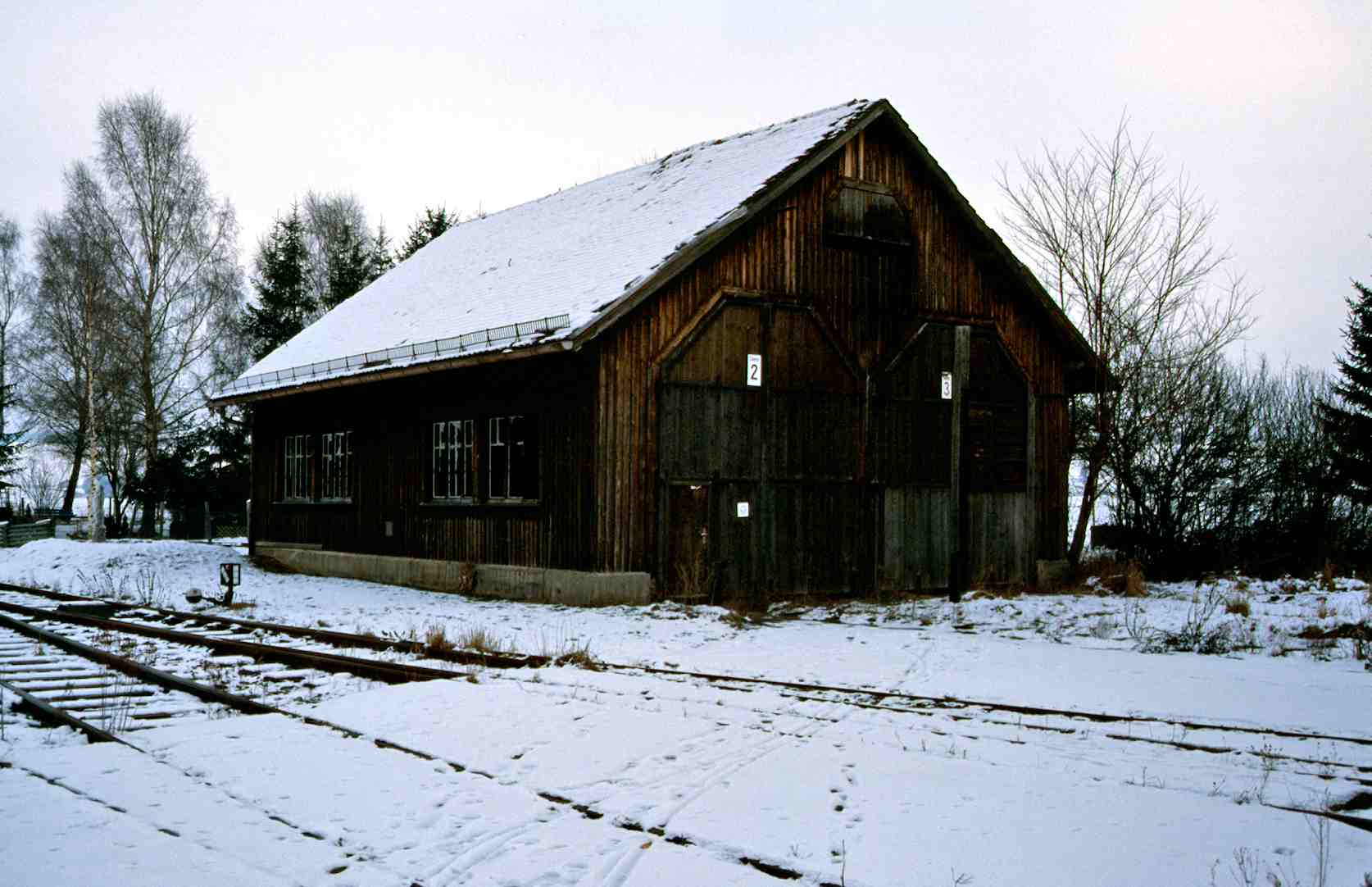
Lokschuppen Rennertshofen 1996

Zwischen Rennertshofen und Neuburg besteht eine Busverbindung. Die Bahnstrecke Dollnstein–Rennertshofen wurde 1993 stillgelegt und bis 2000 vollständig abgebaut.

### Bildung
In Rennertshofen existieren zwei Kindertagesstätten mit insgesamt 211 Plätzen und 172 Kindern (Stand 1. März 2018) sowie eine Grundschule mit zwölf Lehrkräften und 160 Schülern (Schuljahr 2019/2020).

### Sport
Der örtliche Sportverein ist der FC Rennertshofen, der in der Fußball-Kreisklasse Neuburg spielt.

### Tourismus
Am 21. September 2011 bildeten die acht Kommunen Dollnstein, Wellheim, Nassenfels, Egweil, Oberhausen, Burgheim, Rennertshofen und Neuburg an der Donau die ARGE Urdonautal, eine Arbeitsgemeinschaft, deren Zweck in der Förderung und Koordinierung des Tourismus im Urdonautal liegt.

## Sehenswürdigkeiten
- Rennertshofen zeichnet sich durch das Marktstraßen-Ensemble mit barocker Pfarrkirche, dem Renaissance-Rathaus (erste Hälfte des 16. Jahrhunderts) und der historischen Marktmauer mit noch erhaltenen Tortürmen aus.
- Rennertshofen liegt am südlichen Eingang des Wellheimer Trockentales der Urdonau, das zum Altmühltal hinführt. Es gibt einen Radwanderweg durch dieses Tal, der den Donauradweg mit dem Altmühlradweg verbindet. Der Donauradweg führt durch Bertoldsheim, südlich an Rennertshofen vorbei, sowie durch Hatzenhofen, Stepperg und Riedensheim.
- Im Gemeindeteil Stepperg befindet sich das Schloss Stepperg. Der Mitteltrakt ist aus dem letzten Viertel des 16. Jahrhunderts, die Flügelbauten von 1806. 1907 fand ein Umbau von Gabriel von Seidl statt. Der Schlosspark mit Parkmauer stammt aus dem 18./19. Jahrhundert. Dort steht außerdem eine Hermesskulptur von Ludwig von Schwanthaler. Das Pfarrhaus mit Steilsatteldach wurde 1735 errichtet; der Pfarrstadel und die Gartenmauer mit Pavillon ist aus dem 18. Jahrhundert. Die Katholische Pfarrkirche St. Michael wurde 1907 von Gabriel von Seidl erbaut; der Turm ist von 1731.
- Markantestes Gebäude des Gemeindeteils Bertoldsheim ist das Schloss, eine zweigeschossige barocke Dreiflügelanlage mit Ehrenhofausbildung nach Norden hin und einem südlichen Haupttrakt mit dreigeschossigem pilastergegliedertem Mittelrisalit. Das Schloss ist nicht öffentlich zugänglich.
- Im Gemeindeteil Hütting befindet sich eine Kirche und die Ruine der Burg Hütting auf einem Dolomitkegel.
- Im Gemeindeteil Mauern wurden die Weinberghöhlen am westlichen Talhang bereits vom Eiszeitmenschen begangen. An der Straße von Mauern in Richtung Ellenbrunn befindet sich das Naturdenkmal „Steinerner Mann“; eine Hinweistafel gibt eine diesbezügliche Sage wieder.
- Im Gemeindeteil Ammerfeld steht die Pfarrkirche St. Quirin.

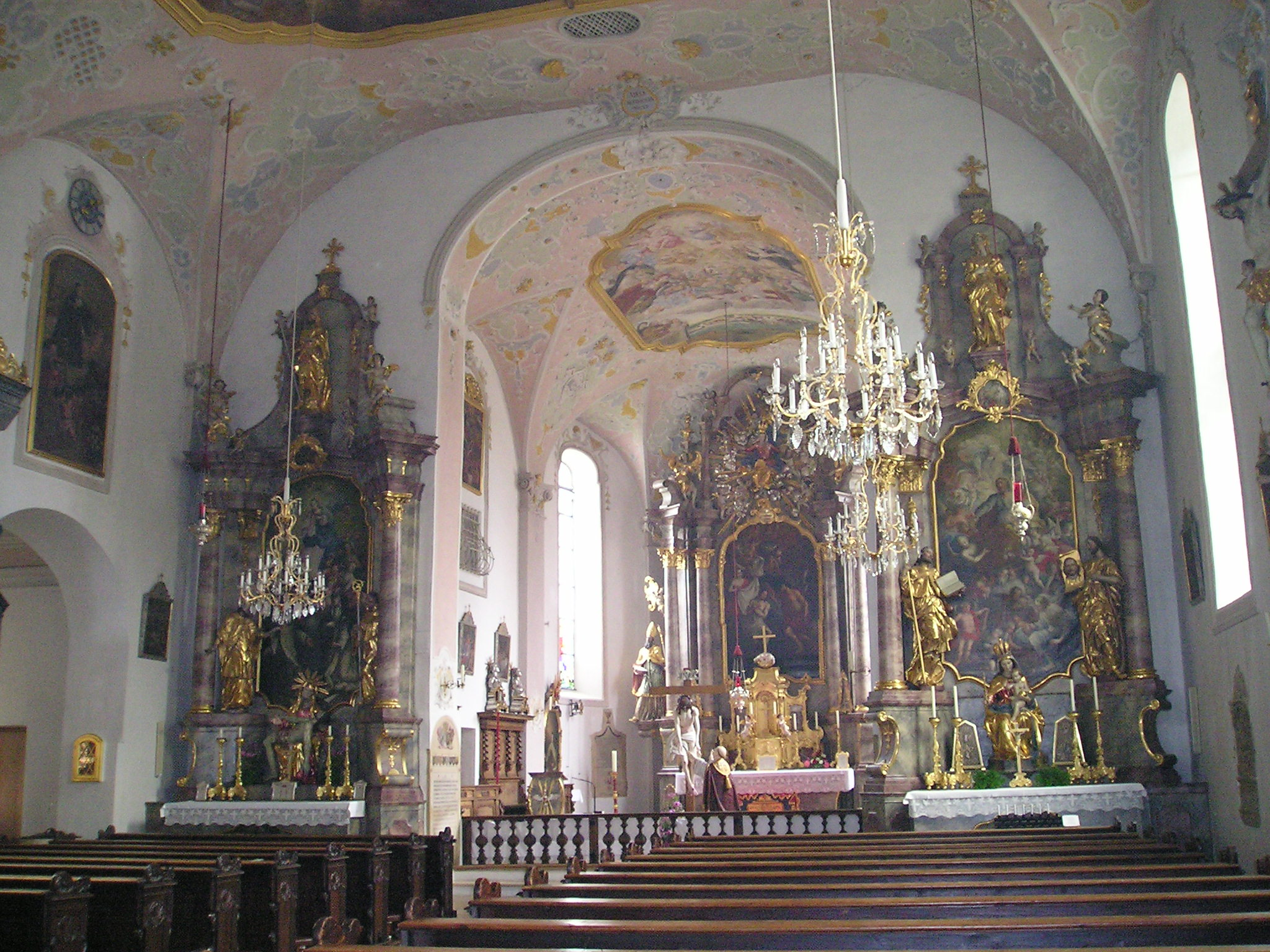
Rennertshofen, das barocke Innere der Pfarrkirche
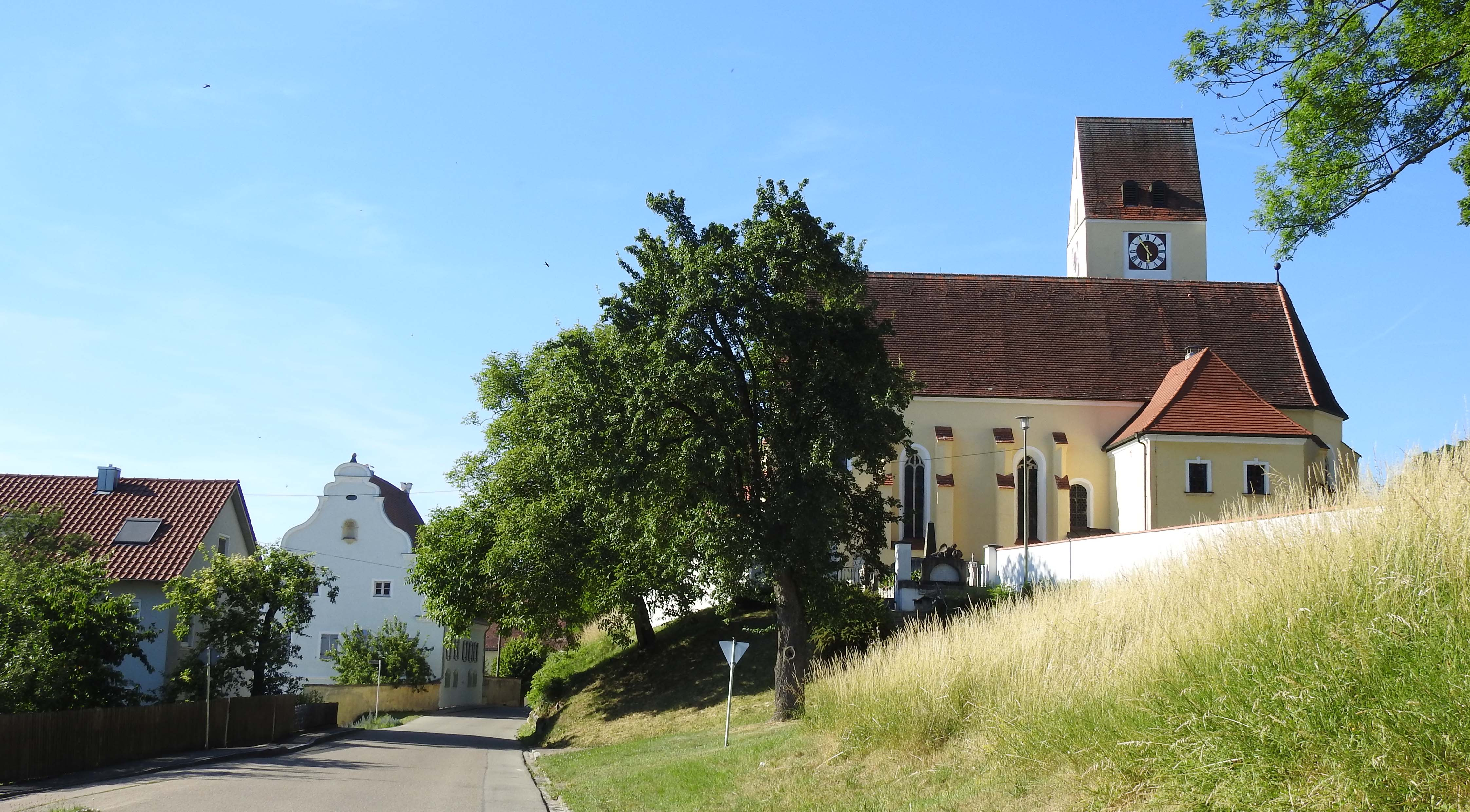
Kirche und Pfarrhof in Bertoldsheim
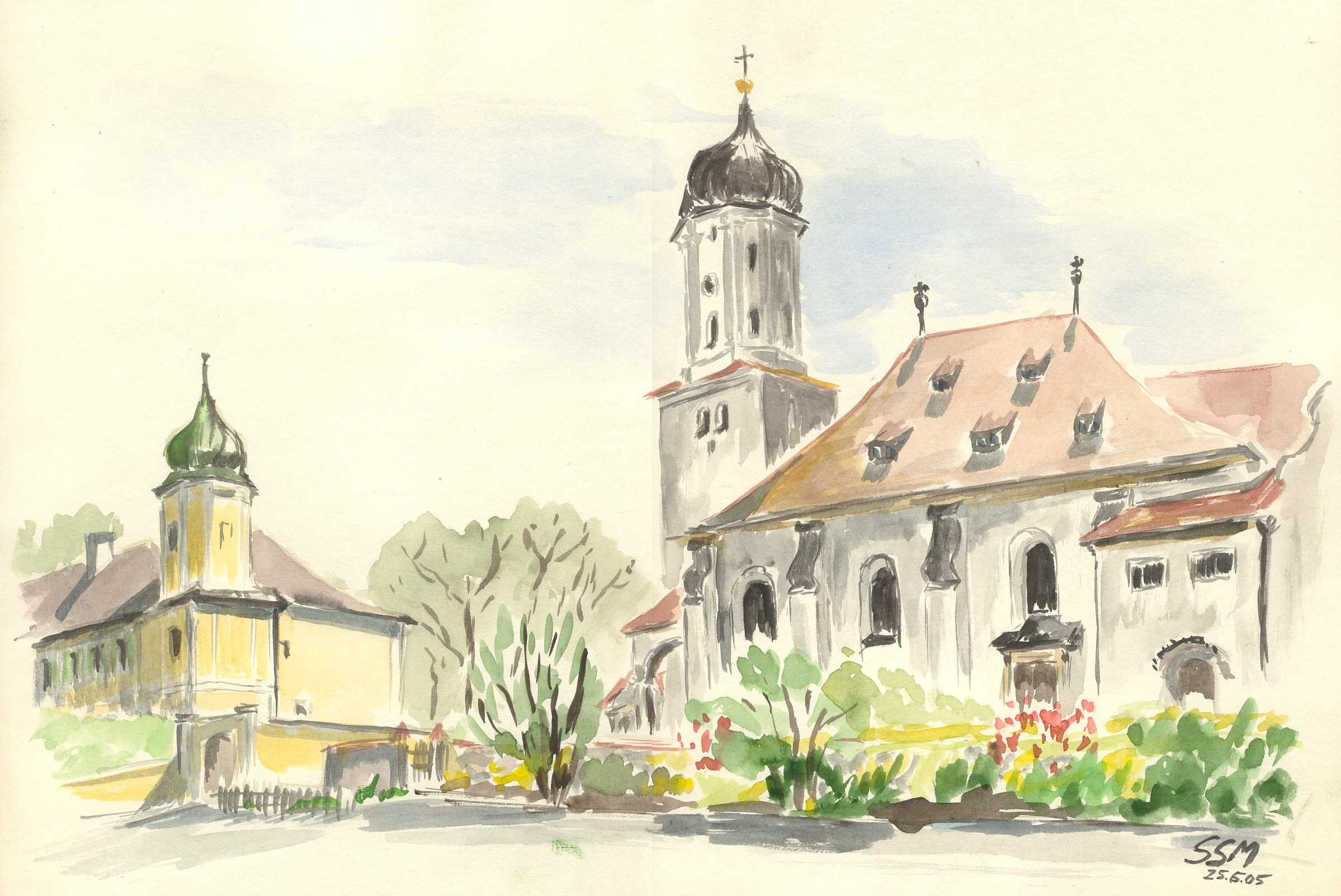
Aquarell von Schloss und Kirche in Stepperg
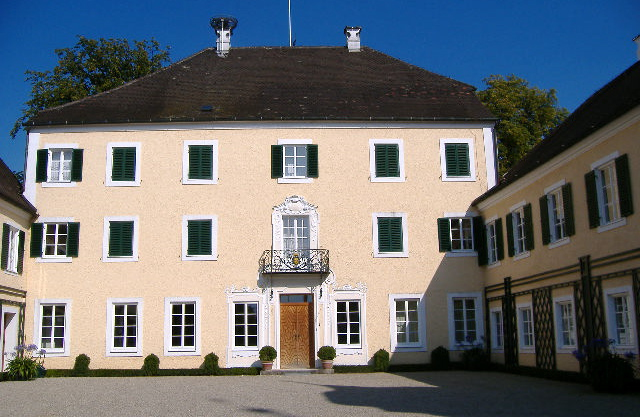
Schloss Stepperg, Mitteltrakt
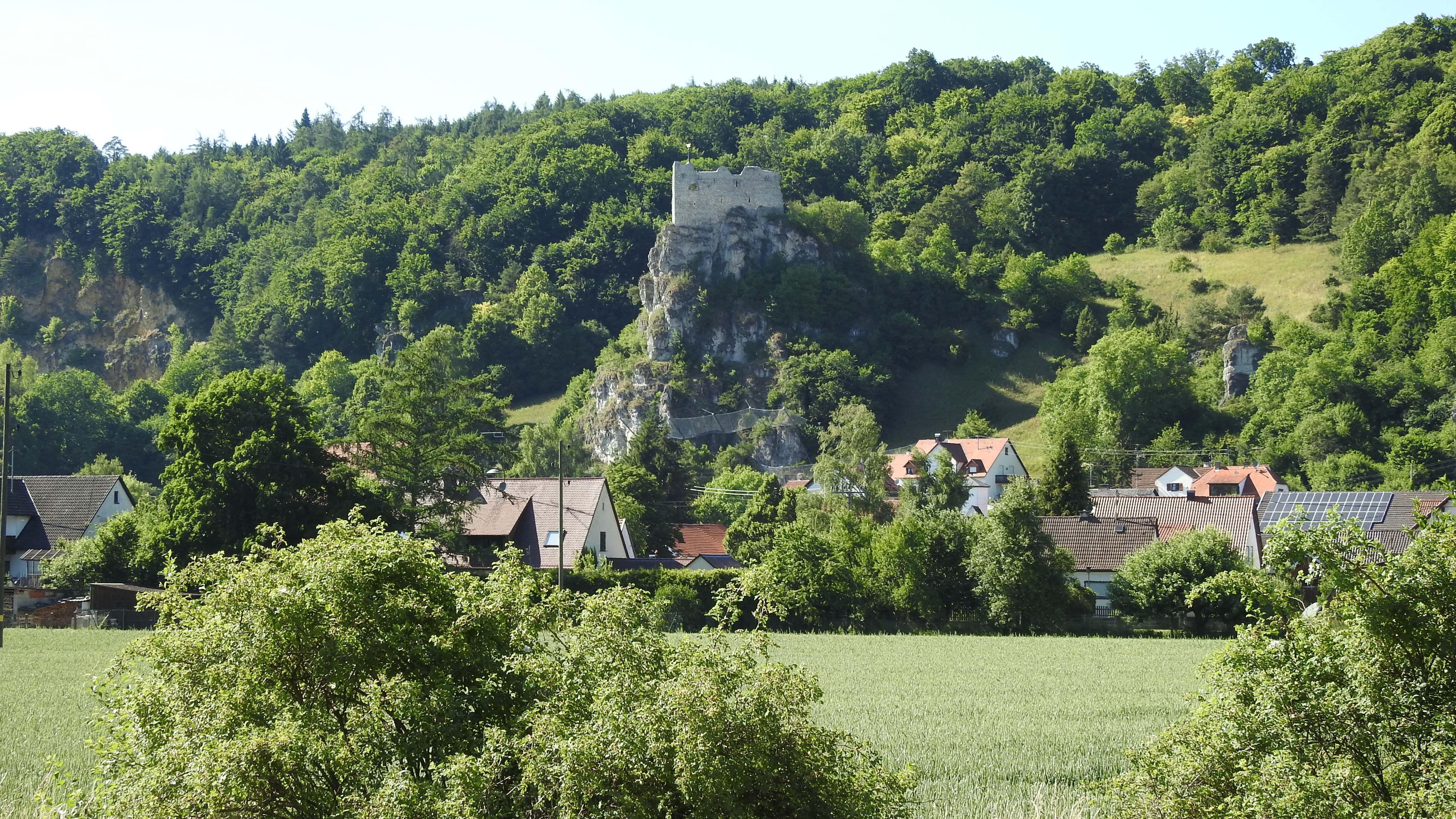
Burgruine in Hütting
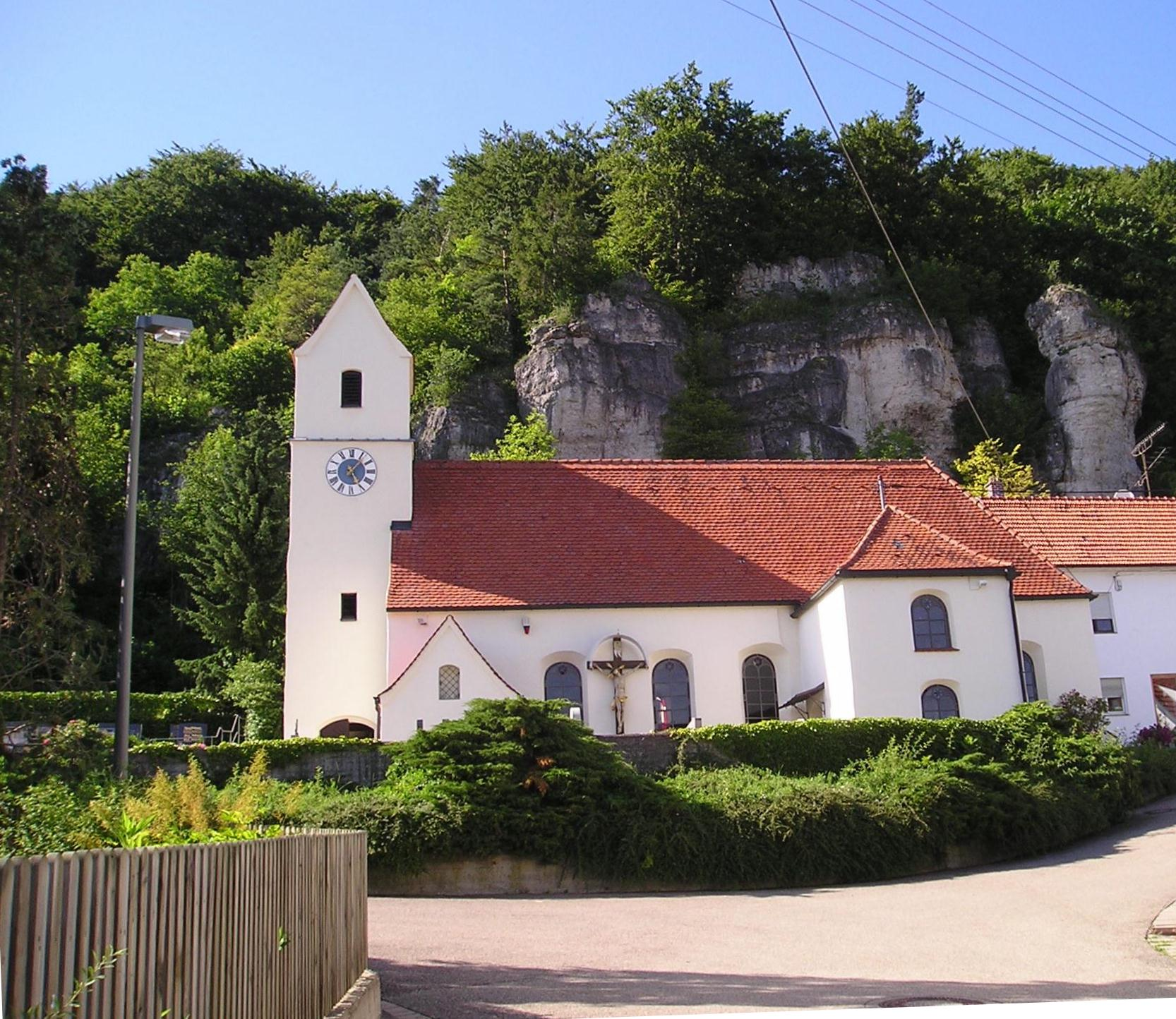
Kirche von Hütting
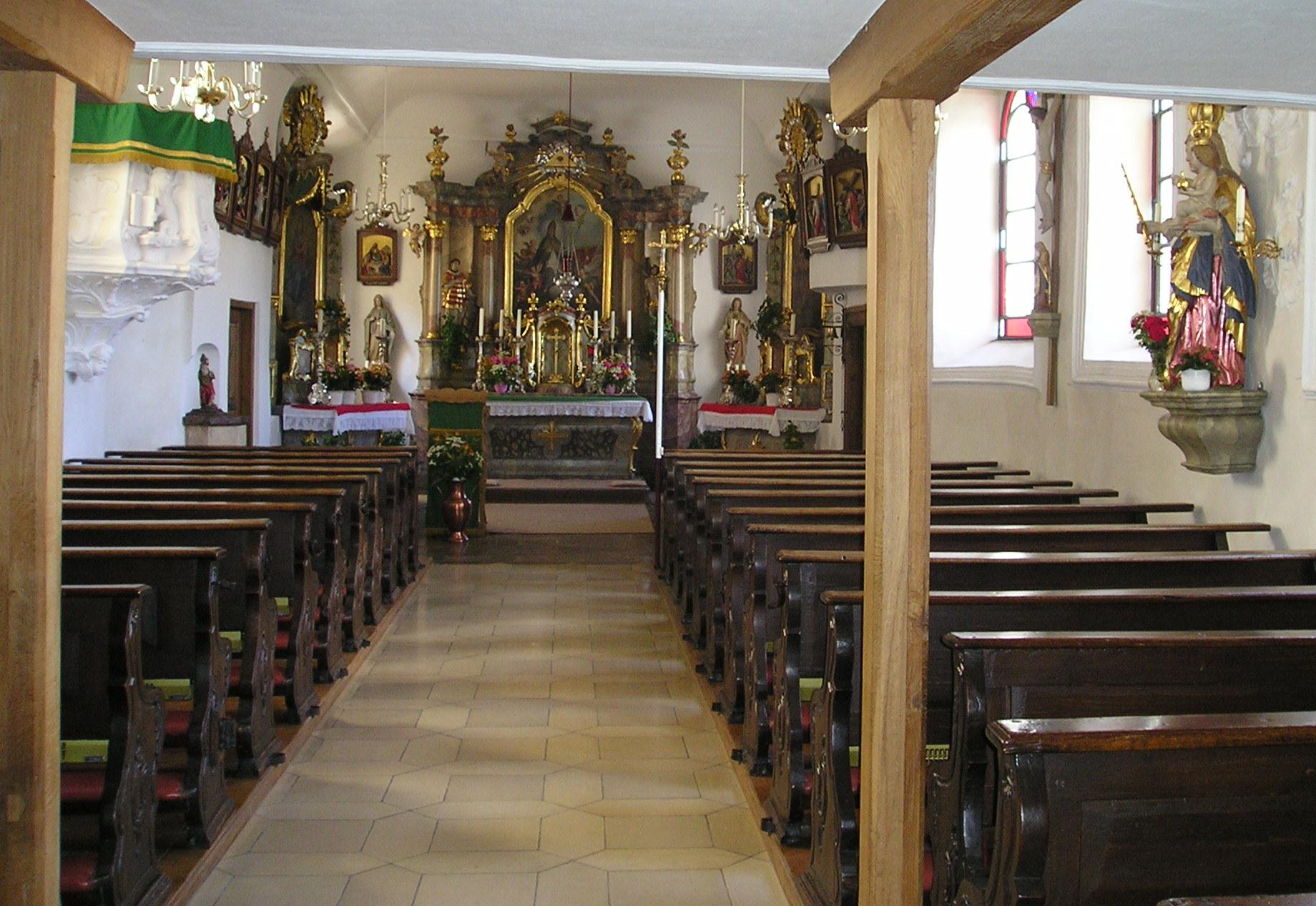
Hütting, barocke Kirchenausstattung

## Persönlichkeiten

### Söhne und Töchter des Marktes
- Maximilian von Arco-Zinneberg, genannt der „Adlergraf“ (1811–1885), Schlossherr von Zinneberg, geboren in Stepperg
- Johannes Leo von Mergel (1847–1932), Bischof von Eichstätt, geboren in Rohrbach
- Manfred Heckl (1930–1996), Hochschullehrer am Institut für Technische Akustik an der TU Berlin, 1973–1995
- Karl Göbel (1936–2017), deutscher CDU-Politiker, geboren in Hütting
- Peter Bircks (1952–2018), Funktionär beim FC Augsburg, stammt aus dem Ort und begann hier sein fußballerisches Engagement

### Mit dem Ort verbunden
- Bernd Eichinger (1949–2011), Filmproduzent, Drehbuchautor und Filmregisseur, ist in Rennertshofen aufgewachsen
- Peter von der Grün (* 1972), Landrat des Landkreises Neuburg-Schrobenhausen, wohnt im Ortsteil Bertoldsheim